# Hongkou

District Hongkou

Hongkou (Vereenvoudigd Chinees: 虹口区, Traditioneel Chinees: 虹口區, pinyin: Hóngkǒu Qū) is een district in het centrum van Shanghai, in het noorden van Puxi. Het district heeft een oppervlakte van 23,48 km² en telde in 2001 799.700 inwoners. Het district wordt in het zuiden begrensd door de loop van de Huangpu Jiang.
Het vermaarde Astor House Hotel is hier sinds 1859 gevestigd en was het eerste Westers hotel in China. In 1934 werd ook het Broadway Mansions hotel aan de oevers van de Suzhou opgetrokken. Het gebouw was tientallen jaren het hoogste punt van Shanghai. Het Hongkou Football Stadium grenst er aan het Lu Xunpark waarin zich de begraafplaats van Lu Xun bevindt.
Hongpou is ook de locatie van twee Chinese universiteiten. De Shanghai International Studies University met een uitgebreid aanbod aan taalopleidingen heeft er een stadscampus evenals de Shanghai University of Finance and Economics.
Op het grondgebied van Hongkou bevond zich gedurende de Tweede Wereldoorlog het Getto van Shanghai.

## Galerij

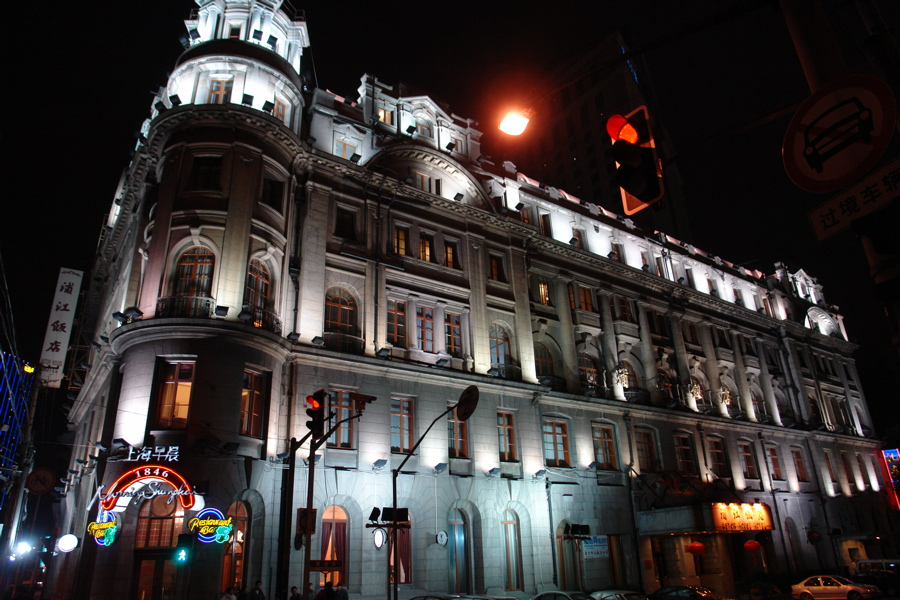
Astor House Hotel
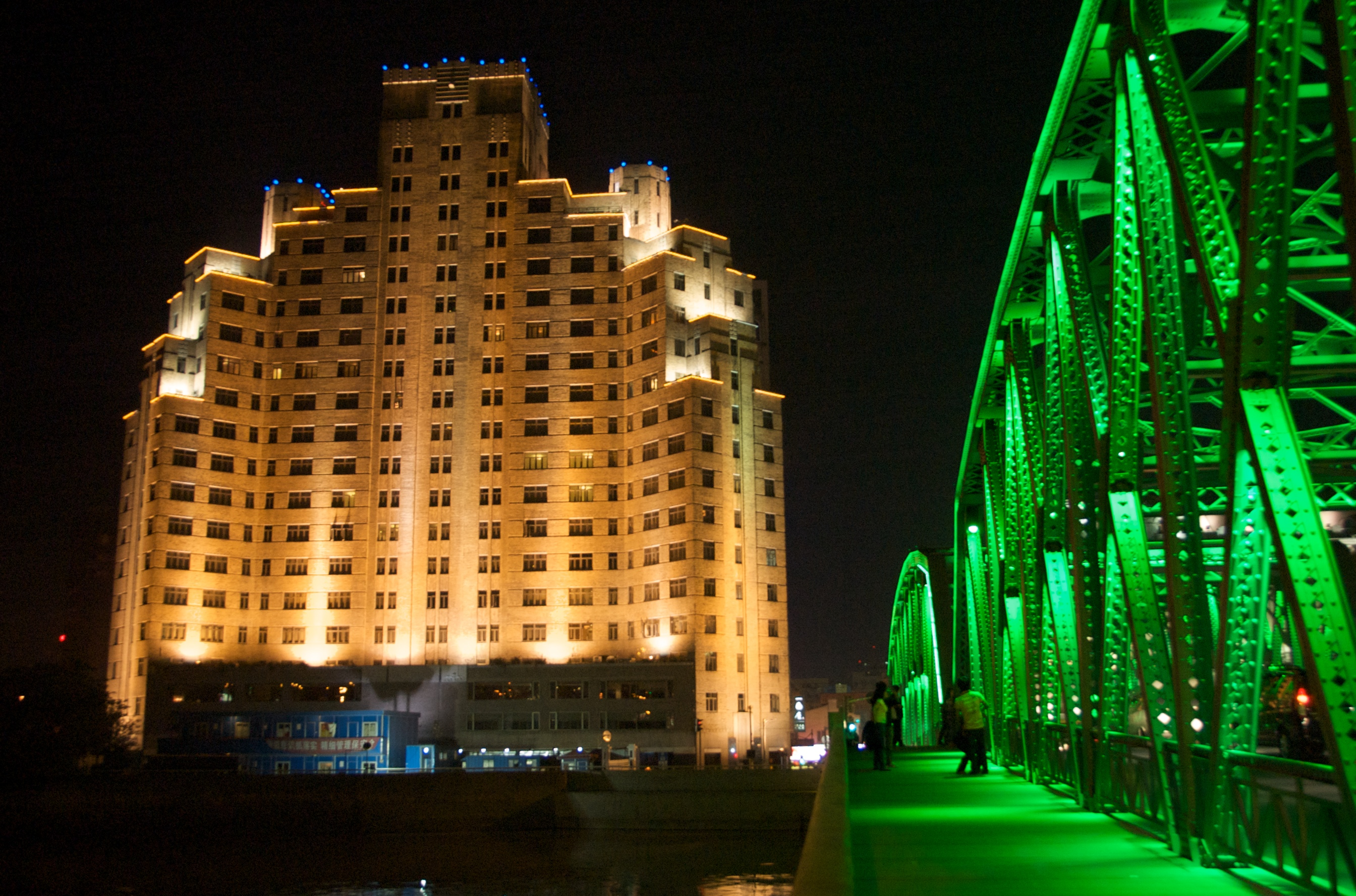
Broadway Mansions en de Waibaidubrug
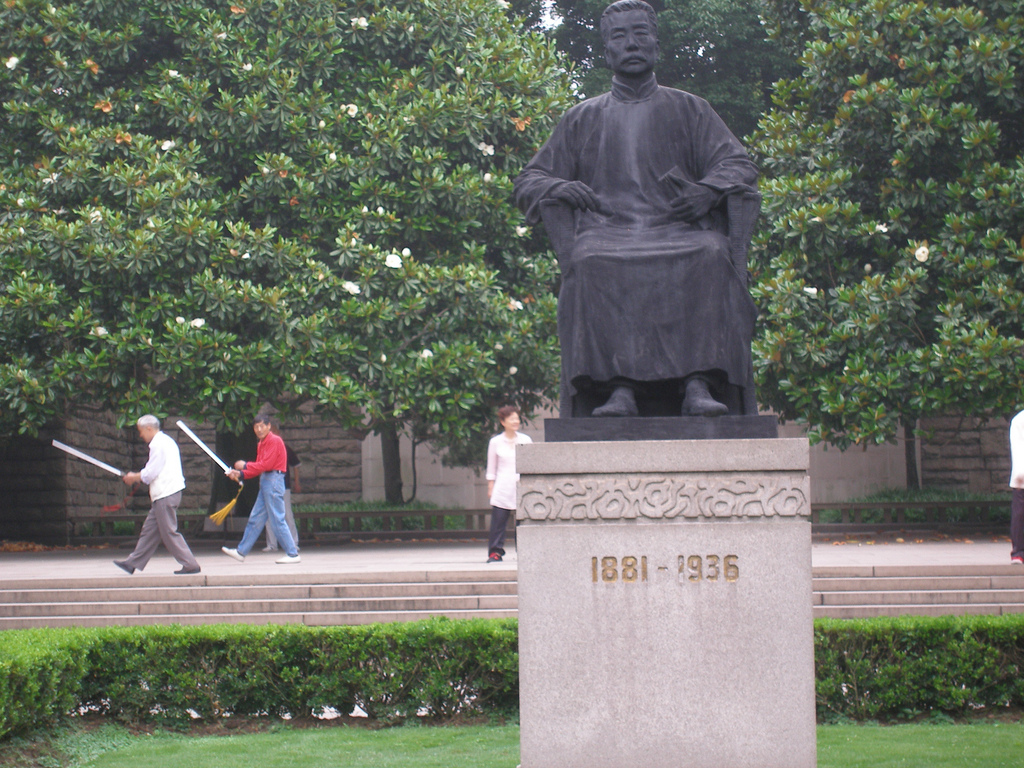
Lu Xunpark met standbeeld Lu Xun (schrijver)
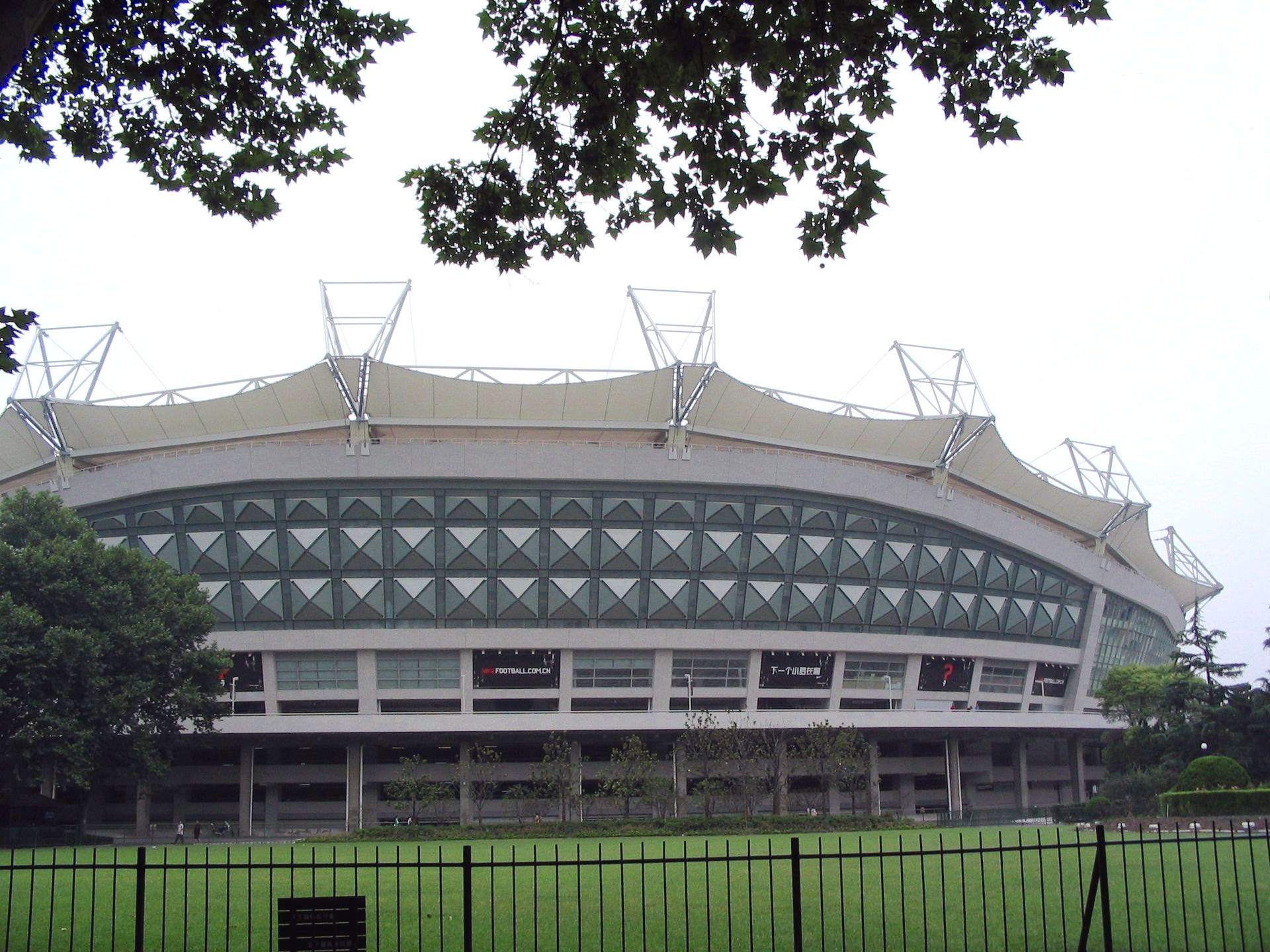
Hongkou Stadium
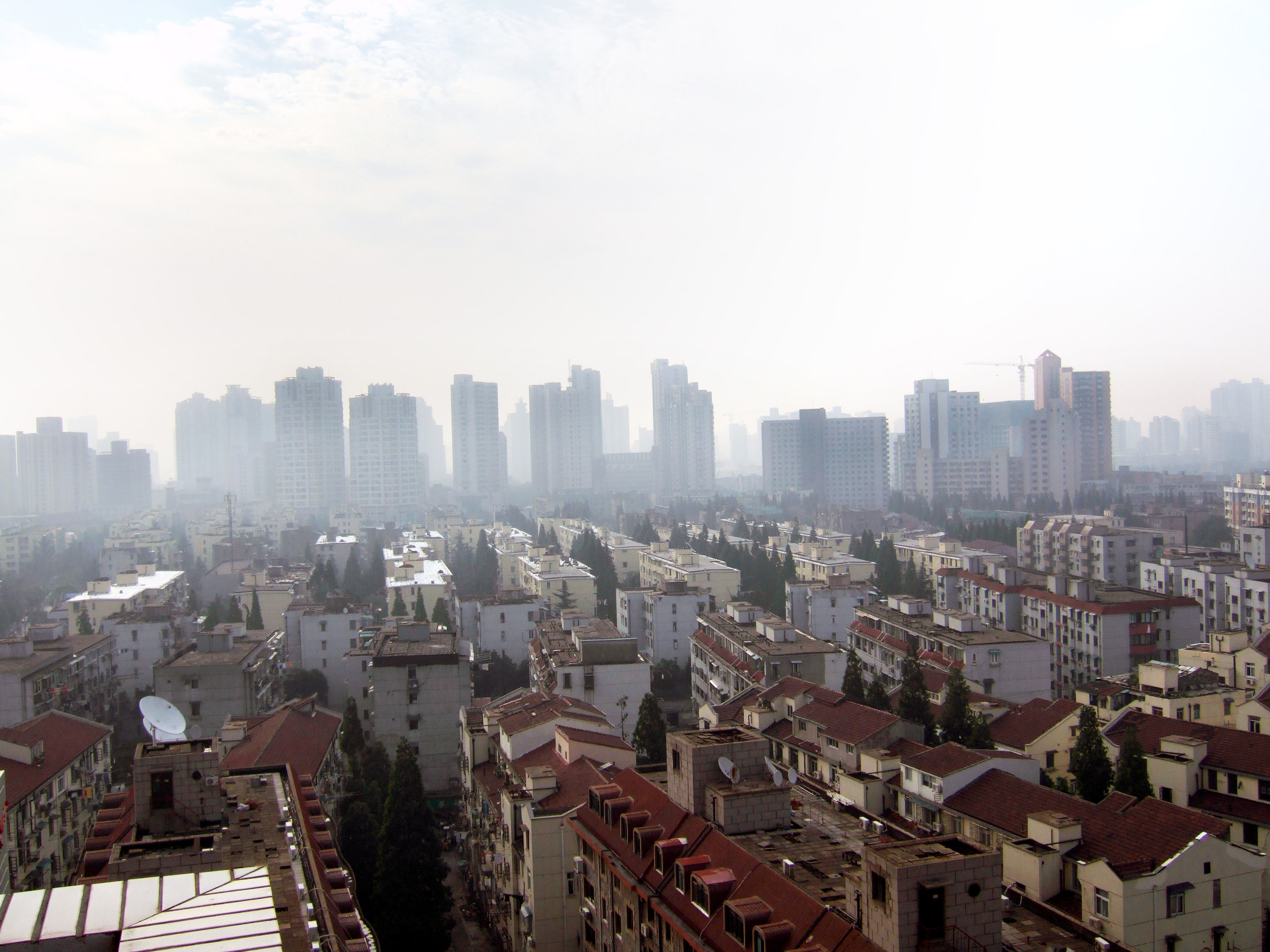
Zicht op Hongkou